# Ida Ferrier
Ida Ferrier wł. Margueritte Ida zw. też panną Ferrier, Marguerite albo Ferrand (ur. 1811, zm. 1859) – aktorka francuska.

## Życie
Odkryta przez Bocage'a, dzięki roli Amelii w Teresie Alexandre'a Dumasa, na początku 1832 roku została jego drugą, po Belle Krelsamer, kochanką. Pod koniec roku dzięki zabiegom pisarza znalazła się na krótko w zespole teatru Palais Royal. W kwietniu 1833 roku Dumas napisał specjalnie dla niej Anielę, w której zagrała z powodzeniem główną rolę. Dzięki zamieszaniu wokół Marii Tudor Victora Hugo, zastąpiła też po premierze Julie Drouet w roli Jane

## Kariera sceniczna
| Rok  | Sztuka                    | Autor            |
| ---- | ------------------------- | ---------------- |
| 1833 | Angèle                    | Alexandre Dumas  |
|      | Marie Tudor               | Victor Hugo      |
| 1834 | L'Impératrice et la Juive | Anicet Bourgeois |
|      | Catherine Howard          | Alexandre Dumas  |
|      | Les Mal-contents de 1579  | d'Épagny         |
|      | La Vénitienne             | Anicet Bourgeois |
| 1836 | Don Juan de Marana        | Alexandre Dumas  |
| 1838 | Kaligula                  | Alexandre Dumas  |